# MAY (歌手)
MAY（メイ、메이、1982年5月6日 - ）は、韓国出身の女性歌手である。

## 来歴

### 韓国でデビュー
音大在学中に教授に才能を見初められデビューのきっかけをつかむ。大手テレビ局SBSのゴールデン・ドラマで、楽曲が使用され反響を呼ぶ。ビジュアルを含めたアーティストの情報は出されないまま配信のみでリリースされたことでさらに話題となる。楽曲は100万ダウンロードを達成。

### 2006年 日本デビュー
2006年2月22日にシングル『WONDERLAND』で日本デビューし、同年11月発売の4thシングル『木枯らしの純情』、2007年1月発売の5thシングル『サライの風』、『さよならの陽射し』の3作は連動したショートムービー型PVが制作された。このPVには日本だけでなく韓国でもファンの多い広末涼子・戸田恵梨香・有村実樹の女優3人が出演している。 横浜の小さな喫茶店を舞台に実際に起こったちょっと幸せになる物語が3人の女性たちによって展開される。

## 概要
- 本人の特技はビーズアート。
- 好きなアーティストはThe Corrs、Jewel、など、日本人では安藤裕子。

## ディスコグラフィー

### シングル
1. 『WONDERLAND』（2006年2月22日）　／NHK教育テレビ・アニメ 『MAJOR』 エンディングテーマ。
2. 『消えない虹』（2006年5月17日）　／韓国人気番組のエンディングとなった楽曲。TBS系列「ネプペガス」エンディングテーマ。カップリングの「YOU」は映画「真夜中の少女たち」メインテーマ
3. 『SURRENDER』（2006年7月26日）／フジテレビ「ウチくる!?」エンディングテーマ
4. 『木枯らしの純情』（2006年11月1日）
5. 『サライの風』（2007年1月10日）
6. 『オンナゴコロ』（2007年4月11日）／MBS 「神戸コレクション2007 spring & summer」メインテーマ
7. 『KIZUNA』（2007年12月19日）／サンリオ劇場映画「ねずみ物語 〜ジョージとジェラルドの冒険〜」主題歌

### アルバム
1. 『a Little Happiness』（2007年1月31日）